# Poller

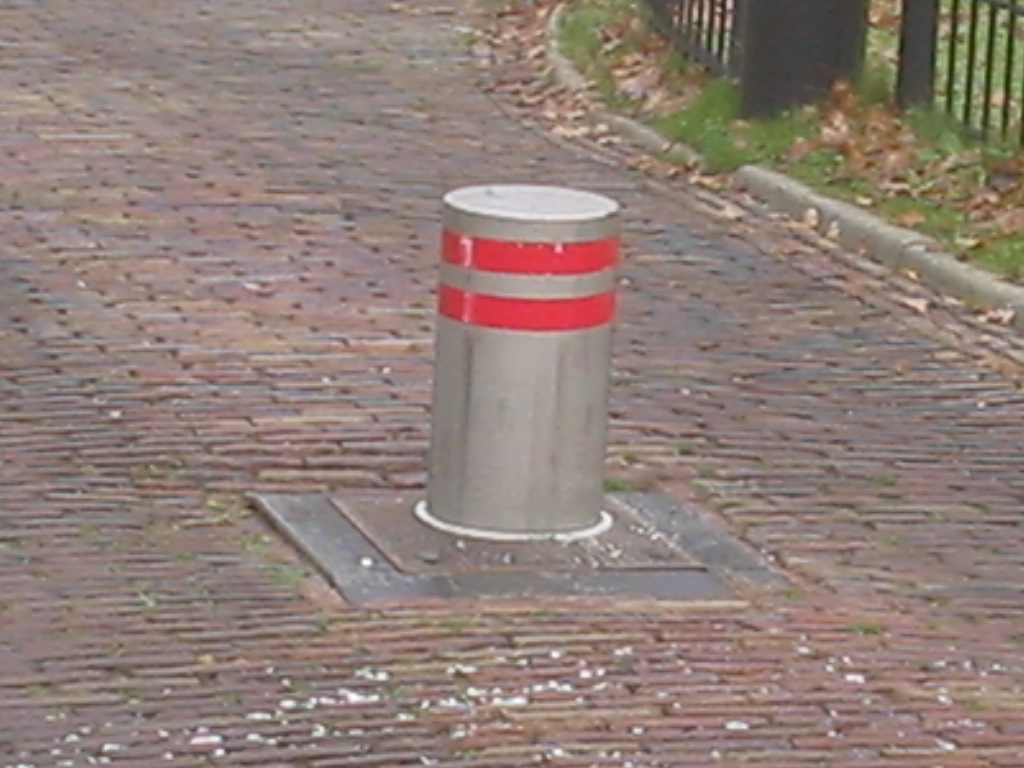
Een poller/bollard

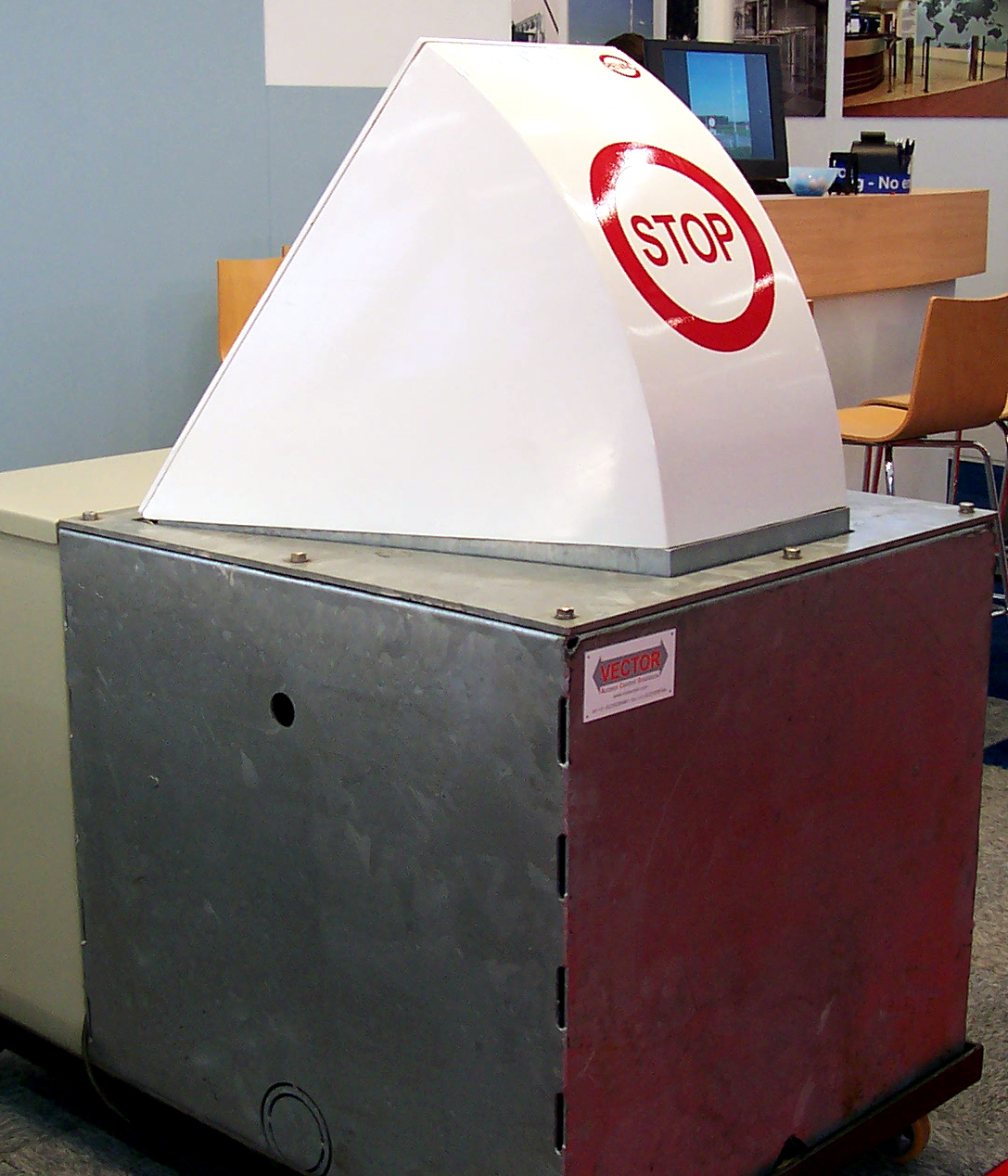
Piramidevormig model, Trapezium Blocker

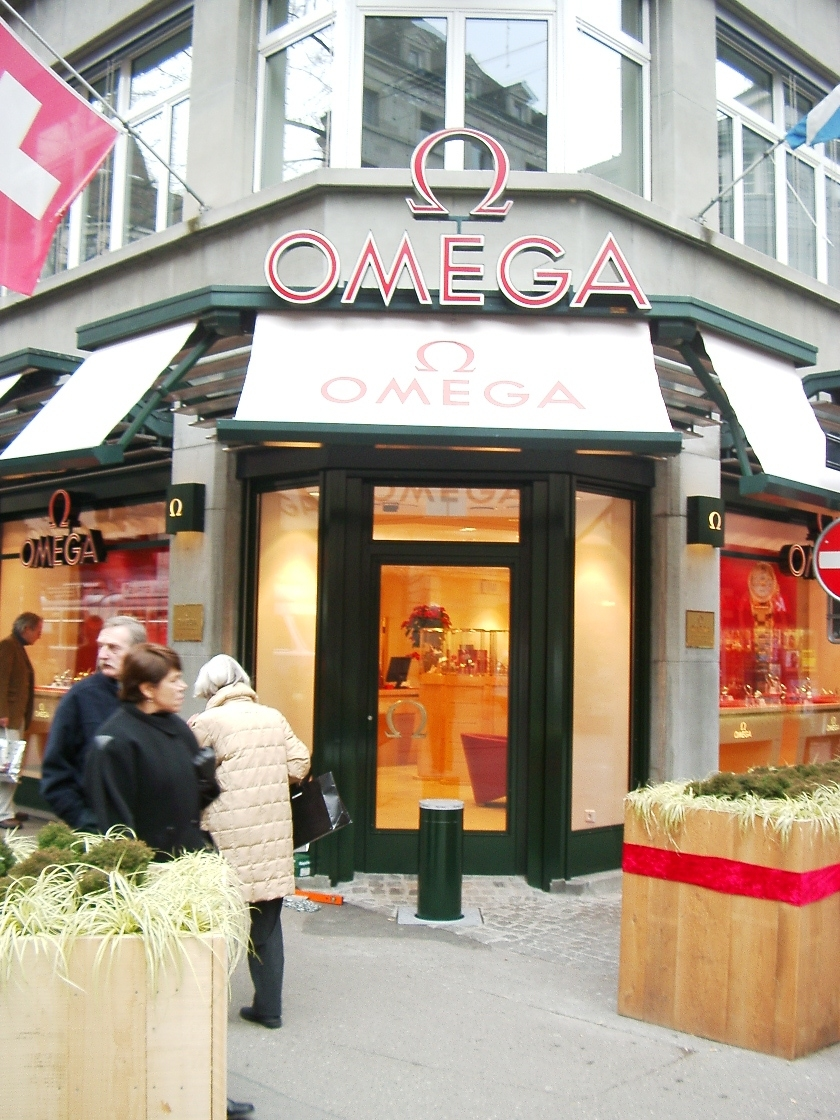
Ramkraakbeveiliging

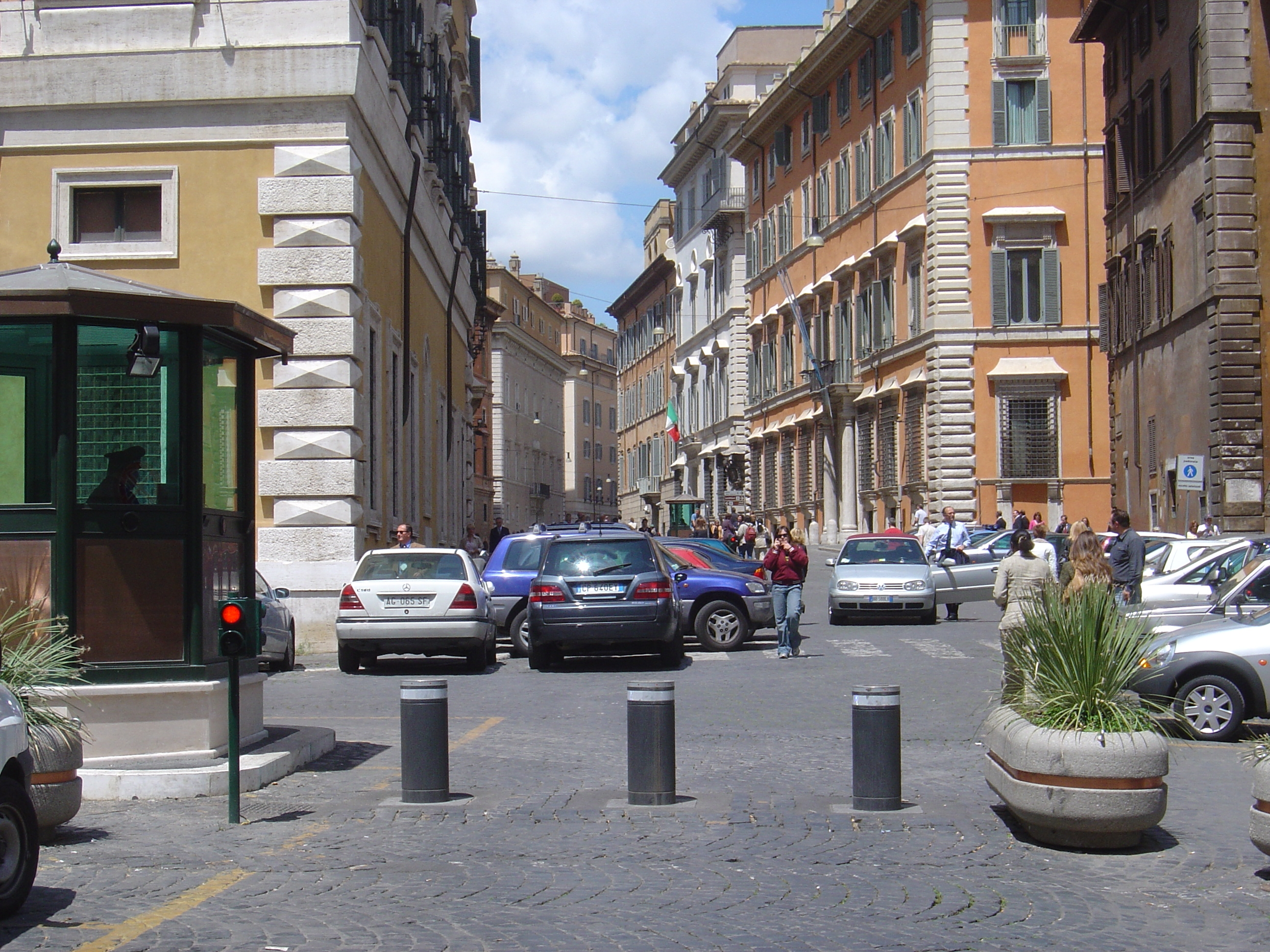
Stadafsluiting

Een beveiligingspoller, bollard of inzinkbare beveiligingspaal is een paal die dient voor het reguleren van het autoverkeer en het voorkomen van ramkraken. De beveiligingspoller wordt manueel omhoog getrokken of door een elektrisch aangedreven hydraulisch uit een wegdek omhoog geduwd en daar na gebruik weer opgeborgen.
De beveiligingspollers zijn in het algemeen cilindrisch van vorm en 40 tot 80 cm hoog. Bij de meeste toepassingen varieert de diameter van 9 tot 40 cm. Piramide- en trapeziumvormige uitvoeringen worden ook toegepast. Het materiaal is staal afgewerkt in kleur of roestvast staal afgewerkt met een transparante coating. De manueel te bedienen beveiligingspollers zijn er ook met een gasveer om het operationele gewicht te verlagen. De zware uitvoeringen zijn in staat om (vracht)auto's met snelheden tot boven 50 km/h tegen te houden.

## Etymologie
Het woord deelt zijn herkomst met het woord bolder "aanmeerpaal". Beide woorden stammen af van Oudfrans poltre "balk". In het Duits en Engels gebruikt men één woord voor beide, en andere, soorten palen: Duits: poller, Engels: bollard.

## Geschiedenis
Het octrooi op naam van de Franse uitvinder Yvan Verra presenteert een vroege vorm van een inzinkbare poller. Yvan Verra zou het idee in 1984 hebben gehad waarna het in 1987 voor het eerst werd geproduceerd door zijn Franse bedrijf Urbaco. Het bedrijf verzorgde ook de eerste voetgangerszone die volledig met behulp van automatische paaltjes wordt gereguleerd. Die werd in 1990 in gebruik genomen in Aix-en-Provence.

## Toepassingen
De paaltjes worden bijvoorbeeld gebruikt voor de toegangscontrole tot parkeerterreinen, tot vrije busbanen of tot verkeersarme stadscentra, waar alleen voertuigen met een ontheffing het centrum in mogen. De zwaardere uitvoeringen worden als ramkraakbeveiliging toegepast, bij de ingang naar inbraakgevoelige winkels. Hoewel het vrij dure apparatuur betreft, worden de inzinkbare palen ook wel gebruikt voor het afsluiten van individuele parkeerplaatsen. Ook taxistandplaatsen kunnen worden voorzien van pollers. Taxichauffeurs krijgen dan een speciaal pasje dat ze voor een scanner moeten houden om de poller naar beneden te laten gaan. Op deze manier wordt voorkomen dat taxi's zonder vergunning of andere automobilisten dan taxi's de standplaats gebruiken.

## Nadelen
Het gebruik van pollers kan leiden tot ongelukken veroorzaakt door automobilisten die er niet bekend mee zijn. Bijvoorbeeld wanneer bestuurders verbods- en waarschuwingsborden negeren. Men denkt door te kunnen rijden waarna de auto van onderen flink beschadigd raakt door de omhoog komende paal.
Tussen 2010 en 2017 alleen al waren er in Nederland 2500 aanrijdingen met een poller. Soms 'onbedoeld' ook door een voertuig mét ontheffing. Ook tweewielers worden soms 'gelanceerd' door een omhoog komende poller. Om dit te vermijden zijn bij pollers in doorgaande wegen vaak verkeerslichten aangebracht die op groen springen zodra de poller volledig naar beneden is. Vaak worden die verkeerslichten en -borden echter niet gezien of genegeerd. Ook zijn er waaghalzen die denken achter een bus mee te kunnen glippen; maar die gok gaat niet altijd "goed".
Aanrijdingen met pollers veroorzaken veel schade, vooral aan de auto's. Vaak zijn ze total loss, en stelt de gemeente de automobilist ook nog eens aansprakelijk voor schade aan de poller, die kan oplopen tot €4500 indien de poller geheel vervangen moet worden. Bovendien zijn er vaak kosten voor het opruimen van olie op de weg door een specialistisch bedrijf, en het ophalen van de auto door een bergingsbedrijf.
Een in Den Haag in juni 2021 geplaatste set pollers op de Escamplaan heeft een aantal malen het nationale nieuws gehaald door het opvallend grote aantal ongelukken; ruim 50 in ongeveer anderhalf jaar. In de volksmond wordt het dan ook 'horrorpoller' genoemd. In januari 2023 heeft de gemeente Den Haag deze pollers na de 55e aanrijding opnieuw uitgeschakeld en overweegt weer andere maatregelen. In september 2023 zijn de pollers hier vervangen door camera's.